# Warchlinko
Warchlinko – kolonia w Polsce położona w województwie zachodniopomorskim, w powiecie stargardzkim, w gminie Stargard.
W latach 1975–1998 miejscowość administracyjnie należała do województwa szczecińskiego.
We wsi znajduje się ceglany, neogotycki kościół pw. Chrystusa Króla, zbudowany w 1897 roku. Jest to budowla wzniesiona na planie prostokąta z wyodrębnionym prezbiterium oraz 3-kondygnacyjną wieżą. Wieża zakończona jest ażurową, ośmiokątną latarnią zwieńczoną hełmem i metalowym krzyżem.